# Duncan Tucker
Duncan Tucker (* 28. Juni 1953 in Arizona) ist ein US-amerikanischer Filmregisseur, Filmproduzent und Drehbuchautor.

## Leben
Nach seiner Schulzeit studierte und graduierte Tucker an der New York University in New York City. Tucker begann in der Filmbranche tätig zu werden und drehte verschiedene Filme.
2005 drehte und produzierte Tucker den Film Transamerica. Die Tragikomödie, die auf einem Original-Drehbuch von Tucker basiert, wird allgemein dem Independentfilm zugeordnet. Die Idee für das Drehbuch basierte auf einem Gespräch, das Filmregisseur und Drehbuchautor Tucker mit der Schauspielerin Katherine Connella führte.

## Filmografie (Auswahl)
- 2000: The Mountain King
- 2001: Boys to Men (Segment „The Mountain King“)
- 2005: Transamerica

## Preise und Auszeichnungen (Auswahl)
- 2005: Woodstock Film Festival — Audience Award Best Feature
- 2005: Reader Jury of the Siegessäule
- 2006: GLAAD Media Award - Outstanding Feature Limited Release
- 2006: Equality California Entertainment Award
- 2006: Independent Spirit Awards 2006: Bestes Drehbuch